# مبارزه نهایی در توکیوی کوچک
مبارزه نهایی در توکیوی کوچک (به انگلیسی: Showdown in Little Tokyo) یک فیلم سینمایی آمریکایی محصول سال ۱۹۹۱ به کارگردانی مارک ال. لستر و بازیگری دولف لاندگرن و برندون لی است. این نخستین تجربه بازیگری برندون لی در یک فیلم آمریکایی بود. این فیلم در ۲۳ اوت ۱۹۹۱ در ایالات متحده منتشر شد.

## بازیگران
- دولف لاندگرن - گروهبان کریس کنر
- براندون لی - کارآگاه جانی موراتا
- کری هیرویوکی تاگاوا - فونکی یوشیدا
- تیا کریر - میناکو اوکیا
- توشیرو اوفتا - ساتو
- فیلیپ تانک - تاناکا
- رادنی کاگیاما - ادی
- ارنی لایولی - کارآگاه نلسون
- جیمز تاناکا - پسر سرسخت
- رنه گریفین - فرشته
- رید آساتو - موتو
- تاکای فیشر - مادر یاماگوچی
- سیمون رئی - ایتو
- ورنی واتسون-جانسون - نانی راسل - کورونر
- پروفسور تورو تاناکا - محافظ یوشیدا
- لنی امامورا - کیک‌بوکسور شماره ۱
- راجر یوآن - کیک‌بوکسور شماره ۲
- ناتان یونگ - مدیر باشگاه بونسای
- جرالد اوکامورا

## توضیحات
این فیلم با نقدهای منفی منتقدان مواجه شد. وینسنت کانبی از نیویورک تایمز آن را «خشونت‌آمیز، اما بی‌روح» توصیف کرد.

### فروش
کمپانی وارنر برادرز از فیلم خوشحال نبود و آن را فقط برای اکران محدود در ایالات متحده، مکزیک، ایتالیا، اسرائیل و مجارستان دوباره تدوین کرد. به جز این بازارها، این فیلم به شکل ویدئویی در سال ۱۹۹۲ منتشر شد.
در آخر هفته آغازین انتشار فیلم در ایالات متحده، این فیلم ۴۵۵٬۱۹۲ دلار از ۱۴۰ سالن سینما به فروش داشت که به‌طور میانگین به میزان ۳٬۲۵۱ دلار در هر سالن بود. این مبلغ به ۲۰٪ از کل فروش فیلم بود.
این فیلم در سال ۱۹۹۲ رتبه ۹ را در تاپ تن مجارستان در فروش کلی باکس آفیس (بر اساس راهنمای بین‌المللی فیلم ورایتی ۱۹۹۴) با فروش ۱۹۷٬۵۹۰ دلار در مجارستان بدست آورد.

## رسانه‌های خانگی
پس از مرگ ناگهانی براندون لی هنگام فیلمبرداری کلاغ فروش ویدئویی افرایش یافت.